# Rio Curaçá
Rio Curaçá är ett periodiskt vattendrag i Brasilien.   Det ligger i delstaten Bahia, i den östra delen av landet, 1 100 km nordost om huvudstaden Brasília.
Omgivningarna runt Rio Curaçá är i huvudsak ett öppet busklandskap. Runt Rio Curaçá är det glesbefolkat, med 9 invånare per kvadratkilometer.